# Bosbijvlieg
De bosbijvlieg (Eristalis horticola) is een vliegensoort uit de familie van de zweefvliegen (Syrphidae).
De bosbijvlieg komt algemeen voor in heel Nederland en België en is vooral veel aanwezig aan de randen van bosgebieden en ruderale terreinen.

## Kenmerken
De bosbijvlieg is een middelgrote zweefvliegensoort, met een gemiddelde vleugellengte tussen 8,25 en 11,5 millimeter. Het gezicht van de vlieg is bleek en heeft een brede zwarte streep in het midden. Andere kenmerken zijn bruine tot zwarte vlekken op het derde segment van de antenne, een doffe kleur op het tweede segment van het achterlijf en geelachtige vlekken langs het achterlijf.
De vleugels zijn donker gevlekt, wat vooral duidelijk is bij de vrouwtjes. Daarnaast is het femur (dijbeen) van de derde poot bij mannetjes bleek aan de basis, en bij vrouwtjes is het femur aan de basis helft ook bleek.
De larven zijn aquatisch.

## Wetenschappelijke naam
De wetenschappelijke naam van de soort werd als Musca horticola in 1776 gepubliceerd door Charles De Geer. De naam is als Eristalis horticola (De Geer, 1776) in de twee eeuwen volgend op de publicatie ervan algemeen in gebruik geweest voor de bosbijvlieg. Op basis van een kleurenplaat die, eveneens in 1776, door Moses Harris werd gepubliceerd onder de naam Musca lineata, werd die laatste naam algemeen beschouwd als een synoniem van Musca horticola.
Eind twintigste eeuw merkten enkele entomologen op dat De Geer Musca nemorum Linnaeus, 1758 abusievelijk als synoniem onder Musca horticola noemde. Als gevolg van verwarring over het typemateriaal werd door diverse auteurs Musca nemorum inmiddels beschouwd als een synoniem van Musca arbustorum Linnaeus, 1758, de wetenschappelijke naam voor de kleine bijvlieg. Diezelfde auteurs plaatsten Musca horticola daarom nu ook in de synonymie van de kleine bijvlieg. Zij stelden voor om voor beide soorten voortaan de eerstvolgende beschikbare wetenschappelijke namen te gebruiken, en om voor de soort die tot dan als Eristalis nemorum bekend was, in het vervolg de naam Eristalis interrupta (Poda, 1761) te gebruiken, en om voor de bosbijvlieg voortaan de naam Eristalis lineata (Harris, 1776) te gebruiken. Omdat de namen E. nemorum en E. horticola al meer dan twee eeuwen in gebruik waren voor goed gedefinieerde soorten, en de stabiliteit van de namen niet gediend was bij het voorstel voor nieuw te gebruiken namen, deden Peter Chandler, Andrew Wakeham-Dawson en Angus McCullough in 2004 een verzoek aan de International Commission on Zoological Nomenclature om die namen te conserveren met een neotype. Het verzoek werd minder dan twee jaar later ingewilligd. In diverse overzichtswerken en ook in Fauna Europaea zijn nog de door Thompson et al. voorgestelde namen te vinden in plaats van de geconserveerde.

## Synoniemen
- Musca lineata Harris, 1776[8]